# جان گاستال
جان گاستال (انگلیسی: John Gastall؛ ۲۵ مه ۱۹۱۳ – 1997 (aged 83 or 84)) بازیکن فوتبال اهل بریتانیا بود.
از باشگاه‌هایی که در آن بازی کرده‌است می‌توان به باشگاه فوتبال بلکبرن روورز، باشگاه فوتبال بارسکو، باشگاه فوتبال روچدیل، باشگاه فوتبال بیکاپ بورو، و باشگاه فوتبال برنلی اشاره کرد.